# Киндешть (Вранча)
Киндешть, Киндешті (рум. Cândești) — село у повіті Вранча в Румунії. Входить до складу комуни Думбревень.
Село розташоване на відстані 144 км на північний схід від Бухареста, 20 км на південний захід від Фокшан, 75 км на захід від Галаца, 114 км на схід від Брашова.

## Населення
За даними перепису населення 2002 року у селі проживали 1320 осіб, усі — румуни. Рідною мовою 1319 осіб (99,9%) назвали румунську.